# FM 노스웨이브

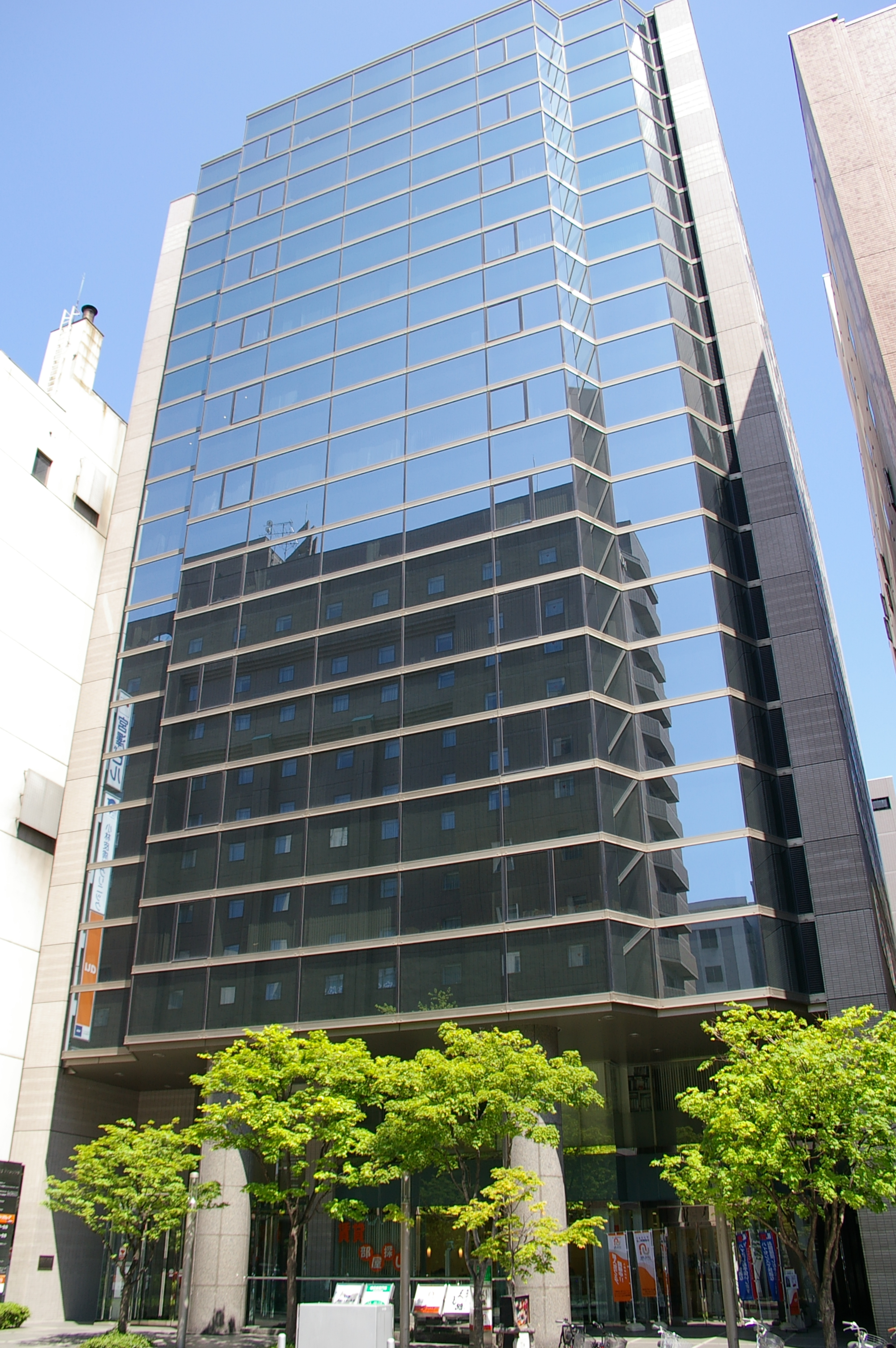
FM 노스웨이브 본사

FM노스웨이브는 일본의 FM방송국으로 홋카이도 일부지역에서 방송을 실시하고 있다.
JFL에 가맹했으며 애칭은 NORTH WAVE, 콜사인은 JOPV-FM이다.

## 연혁
- 1993년 8월 1일 - 일본 41번째 , 홋카이도 2번째 민영 FM 방송국으로 본방송 개시(개국 당초에 세워진 송신소·중계국은 삿포로·삿포로 오도리·오타루·하코다테·아사히카와).
- 1993년 12월 - 오비히로·구시로 중계국 개국.
- 1995년 10월 - 홋카이도 TV 방송(HTB)과 동시 방송 프로그램 「TV-north」방송 개시.
- 2003년 - KBS 월드 라디오와 교류를 시작한다.
- 2003년 8월 25일 - 주파수와 같은 이날을 「노스 웨이브일」로 정한다.
- 2005년 AIR-G'와 공동 이벤트 개최.

## 주파수
| 방송국·중계국       | 주파수   | 출력 | 비고                                           |
| ------------------- | -------- | ---- | ---------------------------------------------- |
| 삿포로 방송국       | 82.5 MHz | 5kw  | 콜사인은 JOPV-FM                               |
| 삿포로오도리 중계국 | 77.2 MHz | 10w  |                                                |
| 오타루 중계국       | 79.5 MHz | 100w |                                                |
| 하코다테 중계국     | 79.4 MHz | 250w | 아오모리현 일부지역에서 수신가능               |
| 아사히카와 중계국   | 79.8 MHz | 500w | 2006년 8월 낙뢰사고로 방송이 중단된 적이 있다. |
| 오비히로 중계국     | 82.1 MHz | 250W |                                                |
| 구시로 중계국       | 80.7 MHz | 250W |                                                |

※아바시리 지청,네무로 지청,소야 지청에서는 청취할 수 없다.

## 홋카이도에 있는 다른 텔레비전·라디오 방송국

### NHK
- NHK 삿포로 방송국(홋카이도 지역 거점 방송국)
- NHK 하코다테 방송국
- NHK 아사히카와 방송국
- NHK 무로란 방송국
- NHK 기타미 방송국
- NHK 오비히로 방송국
- NHK 구시로 방송국

### 민영 방송국
- 삿포로 TV 방송(STV)(TV는 니혼 TV 계열, 라디오는 NRN 계열이며 라디오 부문은 현재 분사화하여 STV라디오로 불림)
- 홋카이도 방송(HBC)(TV는 도쿄 방송 계열, 라디오는 JRN·NRN계열)
- 홋카이도 분카 방송(uhb)(후지 TV 계열)
- 홋카이도 TV 방송(HTB)(TV 아사히 계열)
- TV 홋카이도(TVh)(TV 도쿄 계열)
- FM 홋카이도(JFN 계열)